# 루한의 성모 대성당

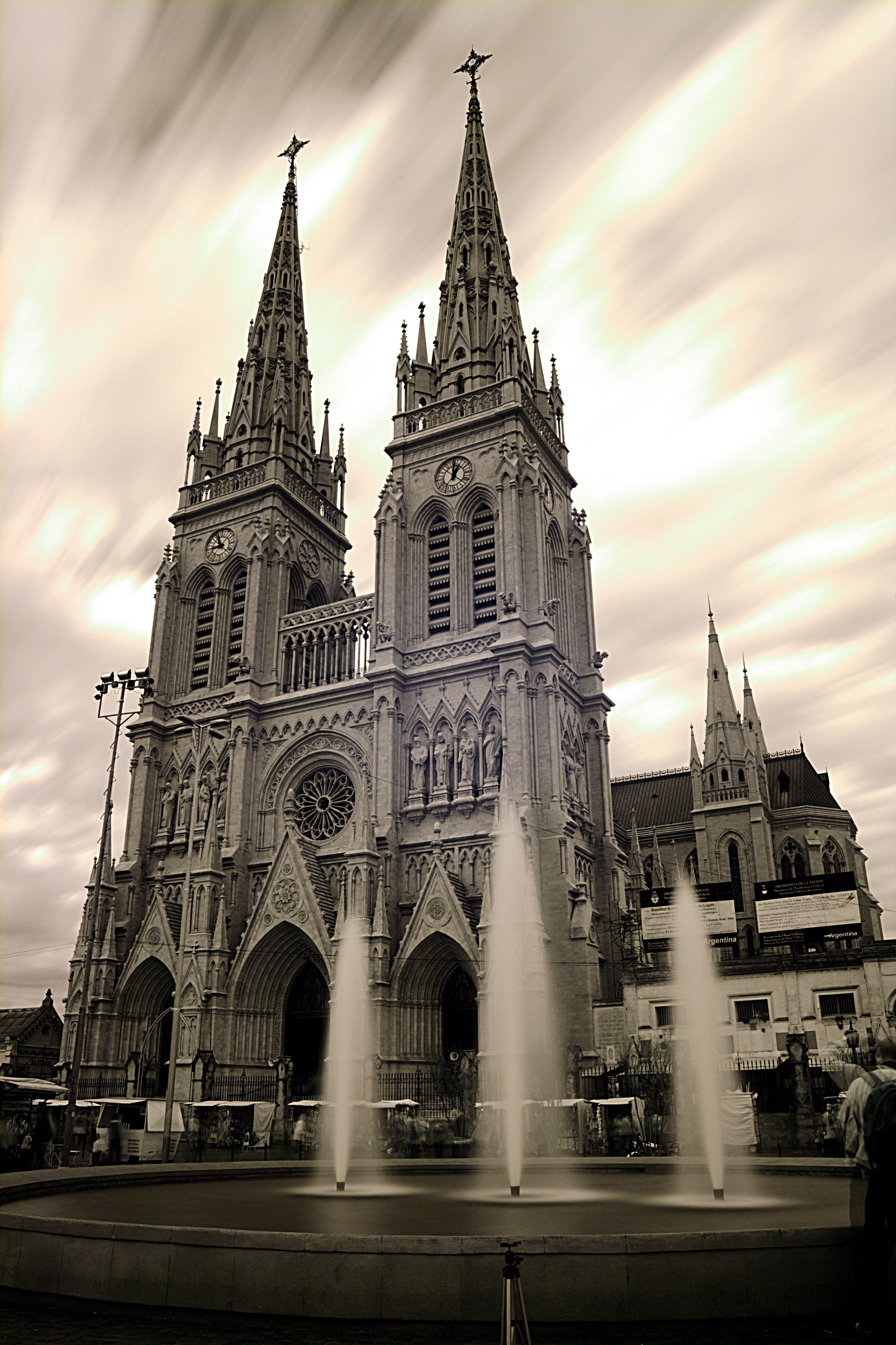
루한의 성모 대성당

루한의 성모 대성당(스페인어: Basílica de Nuestra Señora de Luján)은 아르헨티나 부에노스아이레스주 루한에 있는 로마 가톨릭교회 성당이다.
고딕 리바이벌 건축 양식으로 지어진 이 성당의 수호 성인은 아르헨티나의 수호 성인이기도 한 루한의 성모이다.
루한의 성모 대성당은 루한과 근접한 도시인 메르세데스에 있는 메르세데스-루한 대성당과 더불어 가톨릭 메르세데스-루한 대교구의 공동 대성당으로 지정되었다.